# ゲルド・カンテル

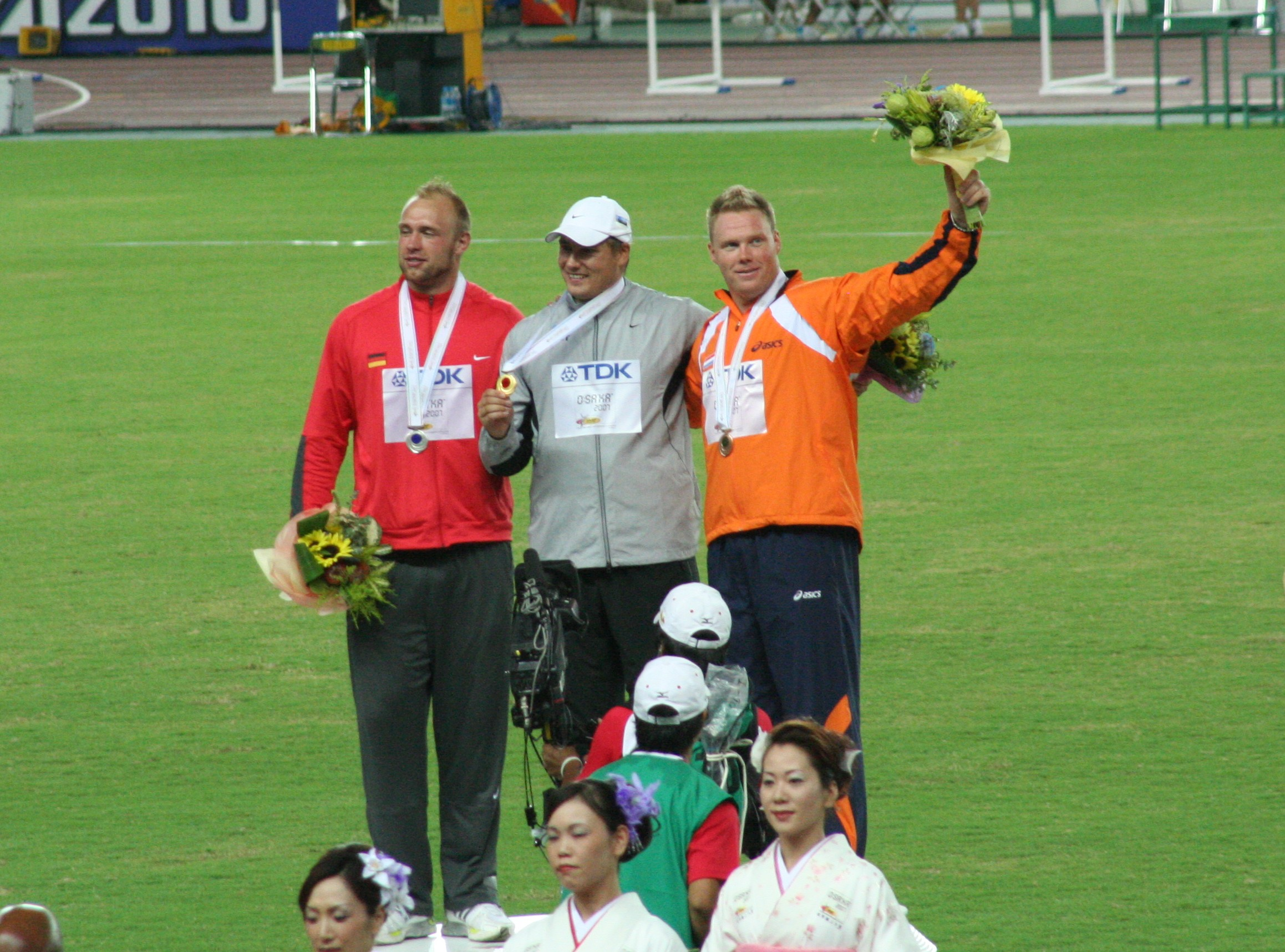
2007年大阪でのカンテル（中央）

ゲルド・カンテル（Gerd Kanter、1979年5月6日 - ）は、エストニアの陸上競技選手。2008年北京オリンピックの金メダリストである。タリン出身。

## 経歴
カンテルは、2004年アテネオリンピックでは60m05で予選落ちするような選手であったが、翌年の2005年4月28日には70m10まで記録を伸ばすまで成長する。8月7日のヘルシンキの世界選手権では、2000年シドニー、2004年アテネオリンピックチャンピオンのリトアニアのウィルギリウス・アレクナに5投目を終わったところまでリードし、金メダルに手が届くところまできたが、アレクナに最終投てき70mスローで逆転される。しかし、カンテルは、世界選手権で銀メダルを獲得した。さらにその1週間後から始まったユニバーシアードでは金メダルを獲得した。
カンテルは、2006年のヨーロッパ選手権でもアレクナに次いで銀メダルを獲得。また、2005年、2006年のワールドアスレチックファイナルでもアレクナに次いで2位と、なかなかアレクナに勝利することができなかったが、2007年の大阪の世界選手権で68m94で、アレクナを下し金メダルを獲得した（アレクナは4位）。
2008年北京オリンピックでも、決勝で4投目に68m82を投げ、2位のポーランドのピョートル・マラチョフスキにちょうど1mの差をつけ、前年の世界選手権の金メダルに次いでオリンピックの金メダリストとなった。
カンテルは2006年の9月4日に、スウェーデンのヘルシンボリにおいて、6投中4投で70mスローも見せるという離れ業をやってのけた。このうち4投目の73m38はカンテルの自己ベストで、またドイツ（東ドイツ）のユルゲン・シュルトが1986年に出した74m08、アレクナが2000年に出した73m88に次ぐ世界歴代3位の記録となっている。2014年のヨーロッパ選手権では、天候の悪い中ロバート・ハルティングに次ぐ64m75で銀メダルを獲得した。

## 自己ベスト
- 円盤投 - 73m38 (2006年9月4日)

## 主な実績
| 年   | 大会                               | 場所                       | 種目   | 結果      | 記録  |
| ---- | ---------------------------------- | -------------------------- | ------ | --------- | ----- |
| 2002 | ヨーロッパ陸上選手権               | ミュンヘン(ドイツ)         | 円盤投 | 12位      | 55m14 |
| 2003 | 世界選手権                         | パリ(フランス)             | 円盤投 | 25位（q） | 56m63 |
| 2004 | オリンピック                       | アテネ(ギリシャ)           | 円盤投 | 20位（q） | 60m05 |
| 2005 | 世界選手権                         | ヘルシンキ(フィンランド)   | 円盤投 | 2位       | 68m57 |
| 2005 | ユニバーシアード                   | イズミル(トルコ)           | 円盤投 | 1位       | 65m29 |
| 2005 | IAAFワールドアスレチックファイナル | モンテカルロ(モナコ)       | 円盤投 | 2位       | 66m01 |
| 2006 | ヨーロッパ陸上選手権               | イェーテボリ(スウェーデン) | 円盤投 | 2位       | 68m03 |
| 2006 | IAAFワールドアスレチックファイナル | シュトゥットガルト(ドイツ) | 円盤投 | 2位       | 68m47 |
| 2007 | 世界選手権                         | 大阪(日本)                 | 円盤投 | 1位       | 68m94 |
| 2007 | IAAFワールドアスレチックファイナル | シュトゥットガルト(ドイツ) | 円盤投 | 1位       | 66m54 |
| 2008 | オリンピック                       | 北京(中国)                 | 円盤投 | 1位       | 68m82 |
| 2008 | IAAFワールドアスレチックファイナル | シュトゥットガルト(ドイツ) | 円盤投 | 1位       | 68m38 |
| 2009 | 世界選手権                         | ベルリン(ドイツ)           | 円盤投 | 3位       | 66m88 |
| 2011 | 世界選手権                         | 大邱(韓国)                 | 円盤投 | 2位       | 66m95 |
| 2012 | ヨーロッパ選手権                   | ヘルシンキ(フィンランド)   | 円盤投 | 2位       | 66m53 |
| 2012 | オリンピック                       | ロンドン(イギリス)         | 円盤投 | 3位       | 68m03 |
| 2013 | 世界選手権                         | モスクワ(ロシア)           | 円盤投 | 3位       | 65m19 |
| 2014 | ヨーロッパ選手権                   | チューリッヒ(スイス)       | 円盤投 | 2位       | 64m75 |

- qは予選